# Dominion
|  | Per a altres significats, vegeu «Dominion Tank Police». |

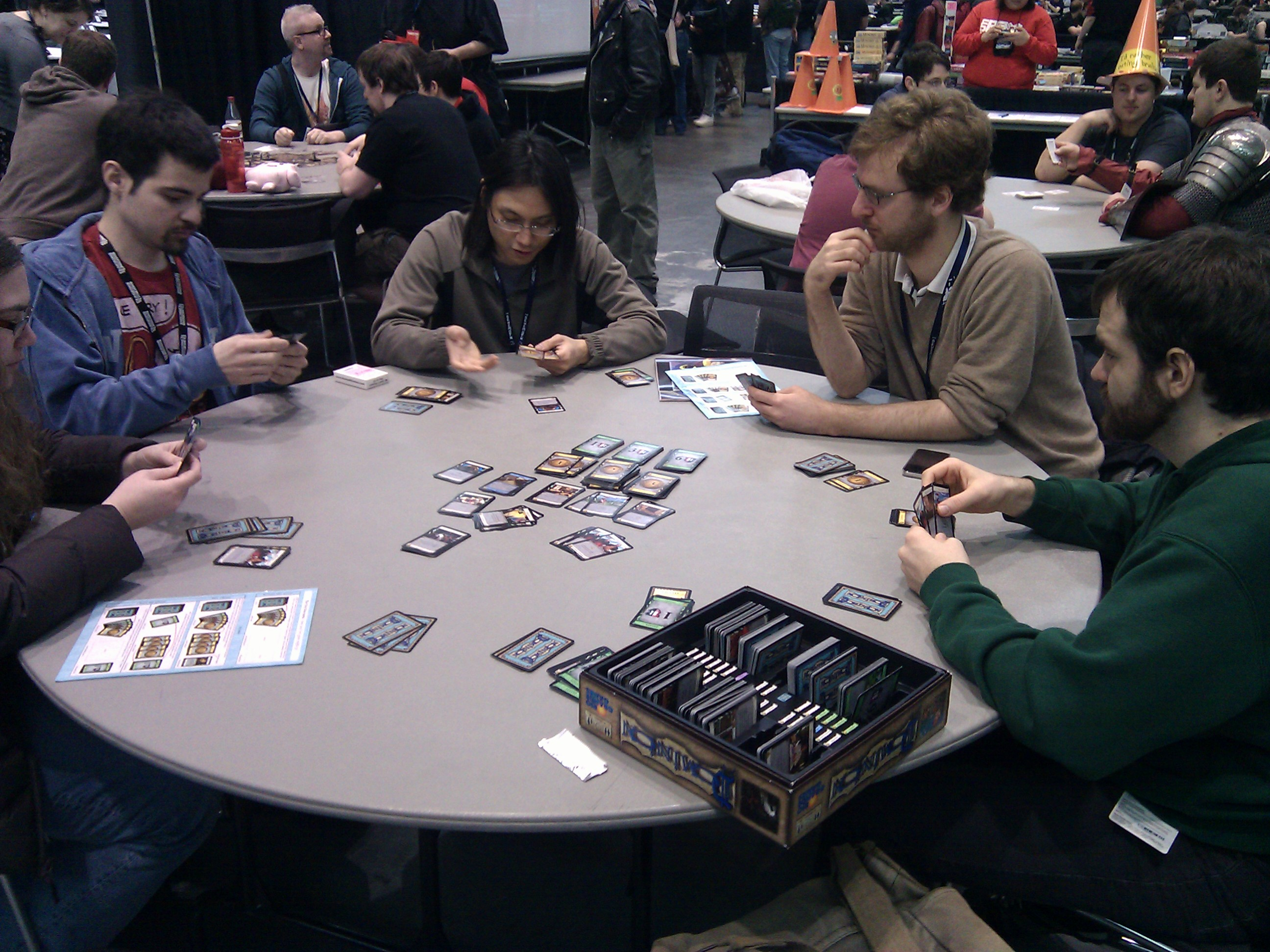
Partida de Dominion a la Penny Arcade Expo 2011

Dominion és un joc de cartes, creat per l'americà Donald X. Vaccarino i publicat originalment per Rio Grande Games en 2008, en què cada un dels jugadors intentarà crear la seva pròpia baralla de cartes utilitzant les cartes que aleatòriament en cada partida estaran disponibles d'entre totes les que componen el joc i que representen diferents elements d'un regne medieval. Amb la que cada jugador consideri que és la millor baralla possible, cada jugador intentarà guanyar la partida.

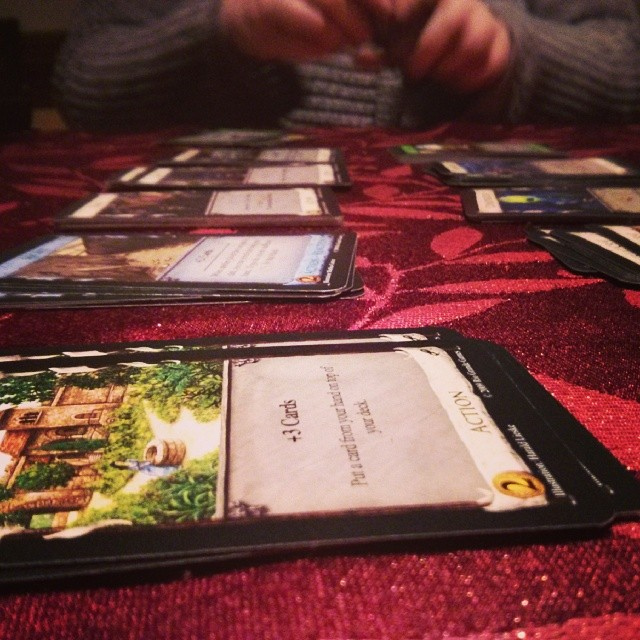
Partida en curs.

Les cartes base que els jugadors necessiten per jugar estan a la caixa del primer joc (anomenat Dominion a seques) que es va editar. Posteriorment han aparegut 11 expansions més del joc, només una de les quals (Intrigue) també conté les cartes base necessàries per jugar. La resta d'expansions contenen només cartes de regne, que necessiten les cartes base per poder jugar partides.
A cada partida, els jugadors disposen sobre la taula sempre les mateixes cartes base (de victòria i de monedes). A més a més de les cartes base, a cada partida hi ha l'anomenat regne (10 pilons de 10 cartes iguals cada un, que a cada partida és diferent). Les cartes del regne es poden adquirir en un torn i ser utilitzades en torns posteriors per fer diferents accions. En el seu torn, cada jugador tractarà de jugar de la millor forma possible les cartes de la seva mà (tothom comença amb 7 coures) per aconseguir noves cartes per a la seva baralla. En finalitzar la partida, guanyarà el jugador que hagi aconseguit incloure més punts de victòria en la seva baralla.
Les cartes base que atorguen punts de victòria representen unitats territorials:
- Estate (finca): 1 punt
- Duchy (ducat): 3 punts
- Province (província): 6 punts
- Colony (colònia): 10 punts

Les cartes base que permeten comprar les altres cartes representen monedes de metall:
- Copper (coure): 1 unitat monetària
- Silver (plata): 2 unitats monetàries
- Gold (or): 3 unitats monetàries
- Platinum (platí): 5 unitats monetàries

La gran quantitat de cartes de regne diferents (més de 300) i les incomptables combinacions entre elles fan que Dominion es pugui jugar una vegada i una altra i que cada partida sigui diferent de totes les anteriors. La seva originalitat i la seva mecànica tan ben treballada el van convertir en el guanyador del més prestigiós premi de jocs de taula Spiel des Jahres o Joc de l'Any a Alemanya el 2009, categoria només aconseguida per jocs com Els Colons de Catan o Carcassone.
No hi ha cap carta de Dominion editada en català, però en castellà i francès estan publicades la majoria. De febrer a maig del 2013, del 2014 i del 2015 es van disputar a Barcelona la 1a, 2a i 3a edició de la Lliga catalana de Dominion.

## Expansions
Actualment el joc compta amb 13 expansions oficials:
| Nom expansió (original) | Nom expansió (castellà, francès) | Any de publicació |
| ----------------------- | -------------------------------- | ----------------- |
| Intrigue                | Intriga, L'intrigue              | 2009              |
| Seaside                 | Terramar, Rivages                | 2009              |
| Alchemy                 | Alquimia, Alchimie               | 2010              |
| Prosperity              | Prosperidad, Prospérité          | 2010              |
| Cornucopia              | Cornucopia, Abondance            | 2011              |
| Hinterlands             | Comarcas, L'arrière-pays         | 2011              |
| Dark Ages               | Edad oscura, L'âge des ténèbres  | 2012              |
| Guilds                  | no publicat, Guildes             | 2013              |
| Adventures              | n.p., Aventures                  | 2015              |
| Empires                 | n.p., n.p.                       | 2016              |
| Nocturne                | n.p., n.p.                       | 2017              |
| Renaissance             | Renacimiento, n.p.               | 2018              |
| Menagerie               | n.p., n.p.                       | 2020              |